# 2003 WS184
2003 WS184, também escrito como 2003 WS184, é um objeto transnetuniano que está localizado no Cinturão de Kuiper, uma região do Sistema Solar. Este corpo celeste é classificado como um cubewano. Ele possui uma magnitude absoluta de 7,4 e tem um diâmetro estimado com 146 km.

## Descoberta
2003 WS184 foi descoberto no dia 20 de novembro de 2003 pelo astrônomo Marc W. Buie.

## Órbita
A órbita de 2003 WS184 tem uma excentricidade de 0,051 e possui um semieixo maior de 44,012 UA. O seu periélio leva o mesmo a uma distância de 41,789 UA em relação ao Sol e seu afélio a 46,236 UA.